# Deleni (okręg Vâlcea)
Deleni – wieś w Rumunii, w okręgu Vâlcea, w gminie Stoenești. W 2011 roku liczyła 52 mieszkańców.